# Lana Clarkson
Lana Jean Clarkson (* 5. April 1962 in Long Beach, Kalifornien; † 3. Februar 2003 in Alhambra, Kalifornien) war eine US-amerikanische Schauspielerin.

## Leben
Clarkson wuchs in verschiedenen Städten Kaliforniens auf, weil ihre Familie häufiger den Wohnort wechselte. Nachdem sie nach Los Angeles gezogen waren, begann sie im Alter von 18 Jahren eine Karriere als Model. Bald wurde sie für diverse Modelaufträge gebucht und stand auch für kleinere Film- und Fernsehproduktionen vor der Kamera.
In den USA wurde ihr Gesicht durch Fernsehwerbung unter anderem für Mercedes-Benz, Nike, Mattel und Anheuser-Busch bekannt. Sie spielte in Fernsehserien wie Knight Rider und Das A-Team mit. Clarkson galt als B-Movie-Darstellerin, obwohl sie in einigen größeren Filmproduktionen mitwirkte, bei denen sie jedoch stets in Nebenrollen besetzt wurde. Ihr bekanntester Film war 1983 Brian De Palmas Scarface mit Al Pacino, in dem sie ebenfalls eine Nebenrolle hatte. Lediglich in den Filmen Barbarian Queen (1985) und Barbarian Queen II (1989) spielte sie die Hauptrollen als Königin Amathea sowie als Prinzessin Athalia.
Nach dem Ende ihrer Schauspielkarriere arbeitete die Schauspielerin ab Anfang Januar 2003 als Hostess im VIP-Bereich einer Filiale der von Isaac Tigrett und Dan Aykroyd gegründeten Kette House of Blues im Westen Hollywoods, wo sie den Musikproduzenten Phil Spector kennenlernte.

## Tod
Am 3. Februar 2003 wurde die Polizei durch einen Notruf von Phil Spectors Chauffeur zu dessen Haus gerufen, wo die Schauspielerin durch einen Revolverschuss in den Mund zu Tode gekommen war. Der Chauffeur zitierte Spector mit den Worten: „Ich glaube, ich habe sie gerade erschossen“ (I think I just shot her). Dieser jedoch sprach später von einem „Selbstmord aus Versehen“ und blieb zunächst gegen eine Kaution von 1 Million Dollar auf freiem Fuß. Als Zeugen in der Hauptverhandlung am 26. März 2009 wurden unter anderem fünf Frauen gehört, die aussagten, vor bis zu 30 Jahren von Spector mit einer Schusswaffe bedroht worden zu sein. Am 19. April 2009 befand die Jury Spector des Totschlags (Second-degree murder) für schuldig, woraufhin er zu einer Freiheitsstrafe von 19 Jahren bis zu lebenslang verurteilt wurde.

## Filmografie

### Spielfilme
- 1982: Ich glaub’, ich steh’ im Wald (Fast Times at Ridgemont High)
- 1982: Ein Draufgänger in New York (My Favorite Year)
- 1983: Female Mercenaries
- 1983: Der Todesjäger (Deathstalker)
- 1983: Projekt Brainstorm (Brainstorm)
- 1983: Scarface
- 1984: Blind Date
- 1985: Barbarian Queen
- 1987: Amazonen auf dem Mond oder Warum die Amis den Kanal voll haben (Amazon Women on the Moon)
- 1989: Ein Königreich vor unserer Zeit – Wizards Of The Lost Kingdom II (Wizards of the Lost Kingdom II)
- 1990: The Haunting of Morella
- 1990: Barbarian Queen II (Barbarian Queen II: The Empress Strikes Back)
- 1997: 9½ Wochen in Paris (Love in Paris)
- 1997: Mit Köpfchen und Kurven (Vice Girls)
- 2000: Little Man on Campus (Kurzfilm)
- 2001: March

### Fernsehserien
- 1983: Herzbube mit zwei Damen (Three’s Company, eine Folge)
- 1983: Die Jeffersons (The Jeffersons, eine Folge)
- 1984: Unter Brüdern (Brothers, eine Folge)
- 1984: Wer ist hier der Boss? (Who’s the Boss?, eine Folge)
- 1984: Knight Rider (eine Folge)
- 1984: Trio mit vier Fäusten (Riptide, eine Folge)
- 1984: Mike Hammer (Mickey Spillane’s Mike Hammer, eine Folge)
- 1985, 1990: Harrys wundersames Strafgericht (Night Court, zwei Folgen)
- 1985: Das A-Team (The A-Team, eine Folge)
- 1985: George Burns Comedy Week (eine Folge)
- 1986: Hotel (eine Folge)
- 1986: Unglaubliche Geschichten (Amazing Stories, eine Folge)
- 1986: Love Boat (The Love Boat, eine Folge)
- 1988: It’s a Living (eine Folge)
- 1992: Überflieger (Wings, eine Folge)
- 1993, 1995: Palm Beach-Duo (Silk Stalkings, zwei Folgen)
- 1996: Night Stand (eine Folge)
- 1996: Land’s End – Ein heißes Team für Mexiko (Land’s End, eine Folge)
- 2000: Highway to Hell – 18 Räder aus Stahl (18 Wheels of Justice, eine Folge)
- 2001: Black Scorpion (eine Folge)